# مسجد بالاي غادانغ مونغو
مسجد بالاي غادانغ مونغو (بالاندونيسية: Masjid Raya Balai Gadang Mungo) هو واحد من أقدم المساجد في إندونيسيا، يقع المسجد في بلدة بالاي غادانغ مونغو التابعة اداريا لمدينة كابوباتن الواقعة غرب سومطرة، تم بناء المسجد في عام 1914 وبذاك يعتبر أقدم مسجد في منطقة مونغو .

## التاريخ
بدأ تشييد المسجد في عام 1914، بمبادرة من أحد كبار العلماء في مدينة مونغو وهو الحاجي بادو غاني، وقد بني المسجد لأول مرة من أرضيات وجدران مصنوعة الخشب، وسقف مصنوع من الخيزران وألياف النخيل، ولكان المبني التهمه النار نظرا لموسم الجفاف الطويل الذي أصاب مدينة مونغو في عام 1918، وبعد نحو عام من الحادث قام حاجي بادو غاني بدعوة ابنيه لإعادة بناء المسجد، وبدعم من العديد من الأطراف بما في ذلك الزعماء التقليديين المعروفين باسم توانكو نان من باليمو، تم بناء المسجد للمرة الثانية واكتمل البناء في عام 1920 .